# Cantus Thuringia & Capella Thuringia

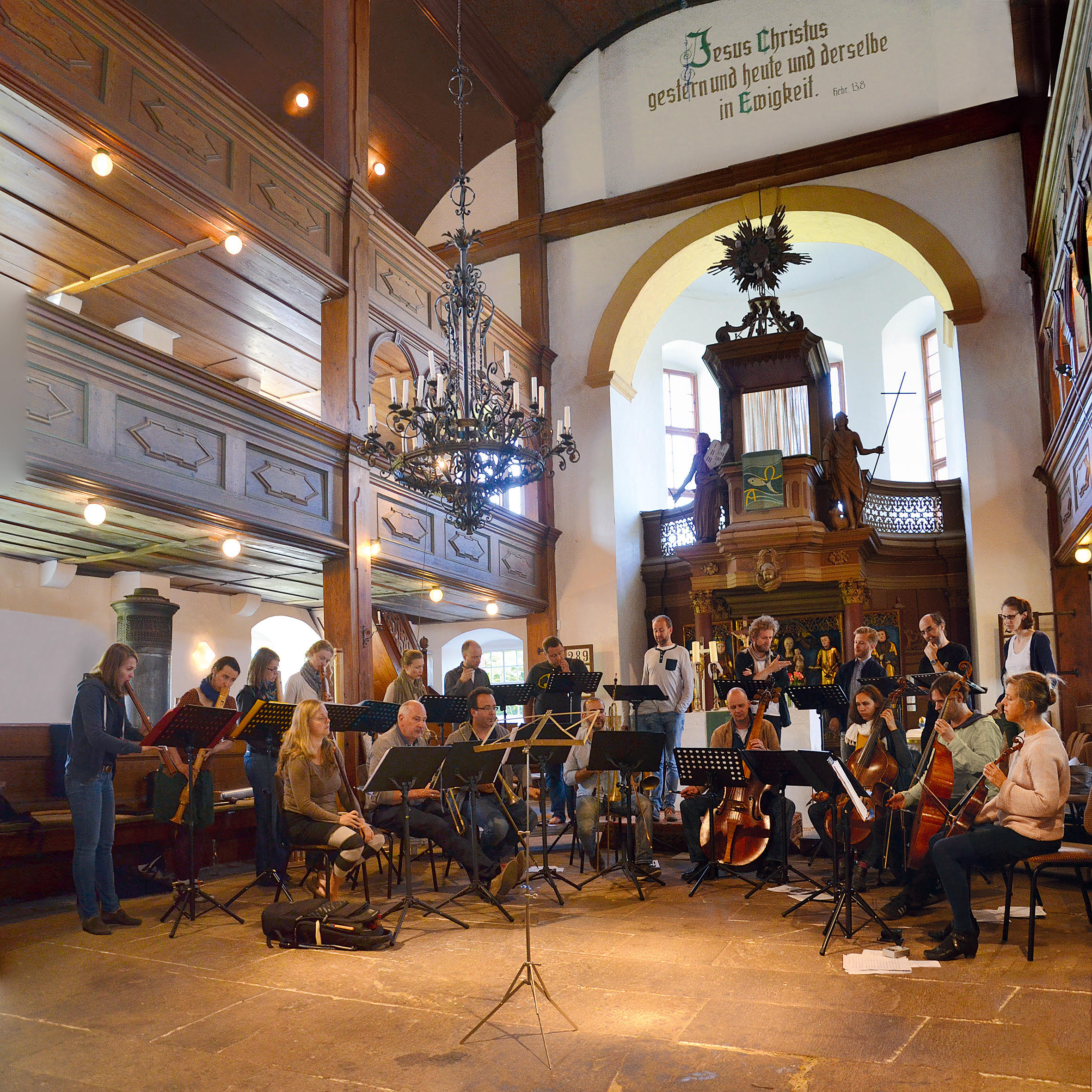
Cantus Thuringia & Capella in der Kirche von Gräfenroda

Cantus Thuringia & Capella GbR , bestehend aus dem Vokalensemble Cantus Thuringia und dem Orchester Capella Thuringia, ist spezialisiert auf historische Aufführungspraxis, insbesondere Alter Musik. Der Sitz der Ensembles ist Weimar.

## Cantus Thuringia & Capella
Die Gründung erfolgte am 29. Oktober 1999 (Capella) bzw. am 27. Oktober 2000 (Cantus). Das Ensemble Cantus Thuringia & Capella widmet sich in verschiedenen vokalen und instrumentalen Besetzungen dem Repertoire des 16. bis 18. Jahrhunderts. Geleitet wird es seit seiner Gründung von Echo-Preisträger Bernhard Klapprott, seit Oktober 2002 gemeinsam mit Christoph Dittmar. Konzertprogramme werden meist in einen thematischen, liturgischen oder historischen Kontext gestellt.
Neben dem Schwerpunkt auf geistlicher Vokalmusik wird bei der Aufführung von Bühnenwerken durch die Zusammenarbeit mit Spezialisten historischer Schauspielkunst bzw. Gestik ein einheitliches Gesamtkonzept angestrebt.
Seinem Namen entsprechend fühlt sich das Ensemble besonders dem musikalischen Erbe Mitteldeutschlands, insbesondere dem Thüringens verpflichtet. Zur Darstellung der reichen Musikkultur Thüringens in Konzert, CD-Aufnahme und Edition entstand 2008 auf Initiative von Cantus Thuringia & Capella das Projekt „Musikerbe Thüringen – Klingende Residenzen, Städte und Dörfer zwischen Reformation und Aufklärung“.
Das Ensemble gastiert bei internationalen Festivals u. a. den Händel-Festspiele Halle (Saale), Internationale Händel-Festspiele Göttingen, Bachfest Leipzig, dem Festival Oude Muziek Utrecht, der Bachbiennale Weimar, Tage Alter Musik in Herne, den Thüringer Bachwochen, dem Heinrich-Schütz-Musikfest und realisierte zahlreiche CD-, Rundfunk- und Fernsehaufnahmen.

## Cantus Thuringia
Cantus Thuringia, solistisch oder chorisch besetzt, besteht aus professionellen, in Alter Musik ausgebildeten Sängern. Er pflegt ein  geistliches und weltliches Repertoire, wobei die Gegenüberstellung von Neuentdecktem und Bekanntem eine  Herausforderung darstellt.

## Capella Thuringia
Capella Thuringia widmet sich neben der Zusammenarbeit mit dem Vokalensemble vorzugsweise Kammermusik, Konzerten und Consortmusik. Sie spielt ausschließlich auf historischem Instrumentarium der jeweiligen Epoche.

## CD-Einspielungen
- Georg Gebel: Weihnachts- und Neujahrsoratorium. Cantus Thuringia und Capella Thuringia, Leitung: Bernhard Klapprott, mit Monika Mauch, Kai Wessel, Nico van der Meel, Peter Kooij. Label: cpo, Audio-CD 2004
- Johann Christoph Rothe: Matthäus-Passion (1697). Cantus Thuringia und Capella Thuringia, Leitung: Bernhard Klapprott, u. a. mit Hans-Jörg Mammel, Wolf Matthias Friedrich, Gudrun Sidonie Otto, Margaret Hunter, Christoph Dittmar, Mirko Ludwig. Label: cpo, Audio-CD 2010
- Friedrich Wilhelm Zachow: Kantaten auf der CD Triumph, ihr Christen seid erfreut von Cantus Thuringia und Capella Thuringia, mit Gudrun Sidonie Otto, Margaret Hunter, Christoph Dittmar, Mirko Ludwig, Guillaume Olry, Leitung: Bernhard Klapprott. Label: cpo, Audio-CD 2011
- Carl Philipp Emanuel Bach: Große Festkantaten. Cantus Thuringia und Capella Thuringia, Leitung: Bernhard Klapprott, mit Monika Mauch, Margot Oitzinger, Mirko Ludwig, Guillaume Olry. Label: cpo, Audio-CD 2016
- Johann Peter Kellner: Church cantatas. Cantus Thuringia und Capella Thuringia, Leitung: Bernhard Klapprott, mit Anna Kellnhofer, Christoph Dittmar, Mirko Ludwig, Ralf Grobe. Label: cpo, Audio-CD 2017
- John Dowland, Henry Purcell, Matthew Locke: Time stands still | Songs and Ayres. Cantus Thuringia, Silvia Müller, Leitung Christoph Dittmar, mit Anna Kellnhofer, Mirko Ludwig, Benjamin Glaubitz und Carsten Krüger. Label: dhm / sony music, Audio-CD 2018
- Reinhard Keiser: Der blutige und sterbende Jesus (1705/29). Cantus Thuringia und Capella Thuringia, Leitung: Bernhard Klapprott, mit Anna Kellnhofer, Monika Mauch, Anne Bierwirth, Mirko Ludwig, Hans Jörg Mammel, Dominik Wörner, Matthias Lutze. Label: cpo, Audio-CD 2019
- Melchior Franck: Geistliche Gesäng und Melodeyen (1608). Cantus Thuringia und Capella Thuringia, Leitung: Christoph Dittmar. Label: dhm / sony music, Audio-CD 2020